# قاطورات
تتكون القاطورات من واحدة من فئتين فرعيتين من عائلة القاطوريات. تم وصف عشرة أجناس في هذه العائلة الفرعية، لكن واحدًا فقط موجود.

## التصنيف
- فصيلة التمساح
  - جنس القاطور
  - جنس Allognathosuchus (منقرض)
  - جنس أرامبورغيا (منقرض)
  - جنس Ceratosuchus (منقرض)
  - جنس Chrysochampsa (منقرض)
  - جنس Hassiacosuchus (منقرض)
  - جنس Krabisuchus (منقرض)
  - جنس Navajosuchus (منقرض)
  - جنس Procaimanoidea (منقرض)
  - جنس Protoalligator (منقرض)
  - جنس Wannaganosuchus (منقرض)